# Тимошенко, Михаил Кузьмич
Михаил Кузьмич Тимошенко (13 июня 1913, Першоконстантиновка — 24 июня 1990, Изумрудное, Крымская область) — командир отделения 696-го отдельного сапёрного батальона 60-й стрелковой дивизии 65-й армии Центрального фронта, сержант. Герой Советского Союза.

## Биография
Родился 13 июня 1913 года в селе Первая Константиновка ныне Чаплинского района Херсонской области Украины в крестьянской семье. Украинец. Окончил начальную школу. Работал трактористом в колхозе.
В Красной армии с 1941 года. На фронте в Великую Отечественную войну с июля 1941 года. Член ВКП(б) с 1945 года.
Командир отделения 696-го отдельного сапёрного батальона сержант Михаил Тимошенко в ночь на 17 октября 1943 года при форсировании реки Днепр в районе деревни Бывалки Лоевского района Гомельской области Белоруссии на десантных лодках под огнём врага с воинами-сапёрами вверенного ему отделения успешно переправил на правый берег Днепра пехоту, а затем и артиллерийские орудия, чем способствовал захвату и удержанию плацдарма.
Указом Президиума Верховного Совета СССР от 30 октября 1943 года за образцовое выполнение боевых заданий командования и проявленные при этом мужество и героизм сержанту Тимошенко Михаилу Кузьмичу присвоено звание Героя Советского Союза с вручением ордена Ленина и медали «Золотая Звезда».
В 1945 году М. К. Тимошенко окончил Ленинградское военное инженерное училище. С 1947 года младший лейтенант Тимошенко М. К. в запасе.
Жил в селе Изумрудное Джанкойского района Автономной Республики Крым. До ухода на пенсию работал управляющим отделением совхоза. Избирался депутатом Верховного Совета СССР 2-го созыва. Скончался 24 июня 1990 года. Похоронен в селе Изумрудное.
Награждён орденами Ленина, Отечественной войны 1-й степени, двумя орденами Красной Звезды, медалями.
Имя Героя носит улица в селе Первая Константиновка Чаплинского района Херсонской области Украины.